# Palmiskenea faroensis
Palmiskenea faroensis is een mosdiertjessoort uit de familie van de Bryocryptellidae. De wetenschappelijke naam van de soort is voor het eerst geldig gepubliceerd in 1994 door Hayward.